# Composition des équipes participant au championnat d'Europe de volley-ball masculin 2011

## Allemagne
Entraîneur : Raúl Lozano  ; entraîneur-adjoint : Juan Manuel Serramalera 

## Autriche
Entraîneur : Michael Warm  ; entraîneur-adjoint : Thomas Schroffenegger 

## Belgique
Entraîneur : Claudio Gewehr  ; entraîneur-adjoint : Emile Rousseaux 

## Bulgarie
Entraîneur : Radostin Stoychev  ; entraîneur-adjoint : Camillo Placi 

## Estonie
Entraîneur : Avo Keel  ; entraîneur-adjoint : Boriss Kolcins 

## Finlande
Entraîneur :  Daniel Castellani ; entraîneur-adjoint :  Jussi Heino

## France
Entraîneur : Philippe Blain  France ; entraîneur-adjoint : Jocelyn Trillon  France

## Italie
Entraîneur : Mauro Berruto  ; entraîneur-adjoint : Andrea Brogioni 

## Pologne
Entraîneur :  Andrea Anastasi ; entraîneur-adjoint :  Andrea Gardini 

## Portugal
Entraîneur : Juan Diaz  ; entraîneur-adjoint : Hugo Silva 

## Russie
Entraîneur :  Vladimir Alekno ; entraîneur-adjoint :  Sergio Busato

## Serbie
Entraîneur :  Igor Kolaković ; entraîneur-adjoint :  Željko Bulatović

## Slovaquie
Entraîneur : Emanuele Zanini  ; entraîneur-adjoint : Andrea Tomasini 

## Slovénie
Entraîneur : Veselin Vuković  ; entraîneur-adjoint : Tine Sattler 

## Tchéquie
Entraîneur :  Jan Svoboda ; entraîneur-adjoint :  Milan Hadrava

## Turquie
Entraîneur : Veljko Basić / ; entraîneur-adjoint : Hakan Özkan 